# Cyrtandra pickeringii
Cyrtandra pickeringii är en tvåhjärtbladig växtart som beskrevs av Asa Gray. Cyrtandra pickeringii ingår i släktet Cyrtandra och familjen Gesneriaceae. Inga underarter finns listade i Catalogue of Life.